# Cynthia albipuncta
Cynthia albipuncta är en fjärilsart som beskrevs av Barend J. Lempke 1956. Cynthia albipuncta ingår i släktet Cynthia och familjen praktfjärilar. Inga underarter finns listade i Catalogue of Life.